# Фернандо де Верастег'ї
Фернандо де Верастег'ї (ісп. Fernando De Verástegui) — баскський підприємець, президент клубу «Депортіво Алавес» із міста Віторія. В 1944—1946 роках 9-й, за ліком, президент головного футбольного клубу Алави.

## Життєпис
Фернандо де Верастег'ї був із сім'ї впливової баскської знаті, яка вважалася батьками-зачинателями міста і руху за незалежність басків. Його предки керували громадою міста, відтак і Фернандо обирали в різні громадські асоціації. Коли в місті постав спортивний клуб, Верастегї стали його акціонерами-партнерами. Так тривало покоління за поколінням.
Фернандо де Верастег'ї продовжував родинні фінансові справи і був активним партнером клубу, а поготів його обрали в 1944 році очільником футболу міста, президентом «Депортиво Алавес», як і родича, попередника — Валентіна Верастег'ї. Прийшовши до команди наприкінці Другої світової війни, коли баски опустилися до найнижчої професійної ліги — Терсери, йому довелося перебудувати клуб та відносини в команді. Завдяки залученню інвестицій, удалося придбати кілька нових і перспективних гравців, які допомогли команді у наступному сезоні 1945—1946 років, гучно заявивши про себе. Команда з нижчої ліги виборола Кубок Федерації (інша назва Кубок Генералісімуса) і отримала трофей із рук Генералісімуса Франко.
Незважаючи на здобуття знакового трофею, клубу так і не вдалося пробитися до Ліги Сегунди, постійно знижуючись в турнірній таблиці (спершу 3-є, а потім 5-е місце), що стало причиною для зміни очільника клубу. Фернандо Верастег'ї передав керування влади іншій знатній сім'ї фабриканта Педро Орбеа.